# IDVD
iDVD era un programma per creare DVD video prodotto dalla Apple Inc. e funzionante esclusivamente su piattaforma macOS. Esso era fornito con il pacchetto iLife. iDVD utilizzava la tecnologia QuickTime per importare filmati, musica e immagini. Una volta importati i contenuti multimediali, il programma consentiva di creare dei menu per collegare i vari contenuti. Il programma, una volta creati i menu, provvedeva a convertire i contenuti nello standard video utilizzato dai DVD video e a masterizzare il tutto su un DVD o su CD.
Il programma era in grado di importare direttamente i progetti del programma iMovie o le presentazioni del programma iPhoto. Le prime versioni del software venivano fornite con i Macintosh dotati di SuperDrive mentre l'ultima, essendo integrata con il pacchetto iLife, era disponibile per tutti i computer Macintosh dotati di masterizzatore compatibile con macOS.
Dal 2011 non è più disponibile e non viene più aggiornato.

## Caratteristiche
Usando un'interfaccia tipica delle applicazioni per macOS, iDVD racchiudeva pratici strumenti per creare in maniera amatoriale DVD completi di menu animati, sottomenu, menu di selezione scene, presentazioni e pulsanti. Le caratteristiche chiave sono:
- Ampia disponibili di temi, con animazioni, aspetto grafico stile conforme a diverse occasioni (matrimonio, safari, gita con i figli, ricordi di famiglia, video su bambini, feste, compleanni, eventi formali, ecc.)
- Accesso diretto al Browser Media, browser di accesso immediato alle Librerie di iMovie, iPhoto, GarageBand, iTunes, Aperture (se installato)
- Pulsanti personalizzabili, con aspetto grafico cambiabile (a seconda del tema scelto)
- Modifica diretta del layout dei vari menu, posizionando liberamente gli elementi nelle diverse schermate
- Creazione immediata di presentazioni
- Possibilità di creare in maniera rapida, saltando il processo creativo manuale, DVD usando la funzione Magic iDVD: scegliendo solamente i media, il tema ed eventuali musiche, iDVD si occuperà di creare tutti i menu, effetti, pulsanti, ecc.
- Possibilità di aggiungere dati usando una parte DVD-ROM